# 検察官・公証人特別任用等審査会
検察官・公証人特別任用等審査会（けんさつかん・こうしょうにんとくべつにんようとうしんさかい）は、日本の法務省に設置された審議会の一つ。
2004年（平成16年）に「公証人審査会」と「検察官特別任用審査会」を統合して設置された。

## 法規
国家行政組織法第8条に基づき、法務省組織令第59条・第61条および検察官・公証人特別任用等審査会令の規定により法務省に設置される審議会等。

## 業務
- 副検事の選考の実施（法務省組織令第61条第1号）
- 検察官特別考試の実施（法務省組織令第61条第2号）
- 公証人の選考の実施（法務省組織令第61条第3号）
- 公証人の免職および懲戒についての議決（法務省組織令第61条第4号）

## 構成
12人以内の委員で構成され、検察官・公証人特別任用等審査会令第2条によって以下の通り規定され、法務大臣によって任命される。
1. 最高裁判所事務総長
2. 日本弁護士連合会会長の推薦する弁護士 一人
3. 学識経験のある者

## 分科会
- 検察官特別任用分科会
- 公証人分科会